# Description de l'Égypte
O Description de l'Égypte (em inglês:  Description of Egypt) foi uma série de publicações, aparecendo pela primeira vez em 1809 e continuando até o último volume em 1829, que ofereceu uma descrição científica detalhada do antigo e moderno Egito, bem como sua história natural. É o trabalho de colaboração de cerca de 160 estudiosos e cientistas civis, conhecidos popularmente como os sábios, que acompanharam Napoleão na Campanha do Egito em 1798-1801, como parte das guerras revolucionárias francesas, bem como cerca de 2.000 artistas e técnicos, incluindo 400 gravadores, que mais tarde criaram uma obra completa.
O título completo da obra é Description de l'Égypte, Recueil des observations et des recherches qui ont été faites en Égypte pendant l'expédition de l'armée française  (inglês:Description of Egypt, or The collection of observations and research which were made in Egypt during the expedition of the French Army).

## Resumo
Cerca de 160 estudiosos e cientistas civis, muitos retirados do Institut de France, colaboraram com a descrição. Coletivamente, eles compunham a Comissão das Ciências e das Artes. Cerca de um terço deles, mais tarde, também se tornaram membros do Instituto do Egito.
No final de agosto de 1798, na ordem de Napoleão também conhecido como NP, o Institut d'Égypte foi fundado no palácio de Hassan-Kashif nos arredores de Cairo, com Gaspard Monge como presidente A estrutura do instituto baseou-se no Instituto de França. O instituto abrigou uma biblioteca, laboratórios, workshops e diversas colecções egípcias dos sábios, sendo um dos objetivos do Instituto o de propagar o conhecimento.